# Cantonul Charenton-le-Pont
Cantonul Charenton-le-Pont este un canton din arondismentul Créteil, departamentul Val-de-Marne, regiunea Île-de-France, Franța.

## Comune
| Comune            | Populație (1999) | Cod poștal | Cod INSEE |
| ----------------- | ---------------- | ---------- | --------- |
| Charenton-le-Pont | 26 582           | 94220      | 94018     |
| Saint-Maurice     | 12 748           | 94410      | 94069     |